# Triatlo nos Jogos Olímpicos de Verão de 2020
As competições de triatlo nos Jogos Olímpicos de Verão de 2020 foram disputadas entre 26 e 31 de julho de 2021 no Parque Marinho de Odaiba, em Tóquio. Originalmente agendados para 2020, em 24 de março daquele ano as Olimpíadas foram adiadas para 2021 devido à pandemia de COVID-19.
Três eventos foram realizados, um a mais com relação as últimas edições, após a introdução da prova por equipes mistas pelo Comitê Olímpico Internacional.

## Qualificação
O período de qualificação para o triatlo compreendeu entre 11 de maio de 2018 a 11 de maio de 2020. Um total de 110 atletas (55 para cada gênero) poderiam se qualificar, com um máximo de três por gênero para cada Comitê Olímpico Internacional (CON). As primeiras vagas de qualificação foram concedidas através do ranking de revezamento misto da União Internacional de Triatlo (ITU) de 31 de março de 2020, com os sete melhores CONs obtendo cada um quatro vagas (duas por gênero). Mais três CONs ganharam quatro vagas cada um no evento de qualificação olímpica de revezamento misto da ITU de 2021. O ranking individual de 11 de maio de 2020 foi considerado na sequência, com os 26 melhores triatletas por gênero se classificando, respeitando o limite de três por CON e ignorando os dois primeiros de cada CON que se qualificaram por meio das equipes mistas. Uma vaga adicional para cada continente foi para o competidor com melhor ranking de um CON ainda não classificado. O anfitrião, o Japão, teve duas vagas garantidas por gênero. As duas últimas vagas por gênero foram atribuídas através de convites da Comissão Tripartite.

## Formato
O triatlo olímpico contém três fases; um nado em águas abertas de 1,5 quilômetros (0,93 milhas), um ciclismo de 40 km (25 mi) e uma corrida de 10 km (6,2 mi). As competições são disputadas num único evento entre todos os competidores, sem fases eliminatórias.
O novo evento de equipes mistas conta com quatro triatletas (dois homens e duas mulheres). Cada competidor realiza um percurso de 300 m (980 pés) de natação, 8 km (5,0 mi) de ciclismo e 2 km (1,2 mi) de corrida em formato de revezamento.

## Calendário
O triatlo se iniciou com a prova individual masculina em 26 de julho e se encerrou com a competição por equipes mistas em 31 de julho.
| F | Final |

| DataEvento           | 26 jul | 27 jul | 28 jul | 29 jul | 30 jul | 31 jul |
| -------------------- | ------ | ------ | ------ | ------ | ------ | ------ |
| Individual masculino | F      |        |        |        |        |        |
| Individual feminino  |        | F      |        |        |        |        |
| Revezamento misto    |        |        |        |        |        | F      |

## Nações participantes
Ao todo, 37 CONs tiveram atletas qualificados. Entre parênteses encontra-se representada a quantidade de competidores.
- RSA África do Sul (3)
- GER Alemanha (4)
- ARG Argentina (1)
- AUS Austrália (6)
- AUT Áustria (4)
- AZE Azerbaijão (1)
- BEL Bélgica (4)
- BER Bermudas (1)
- BRA Brasil (3)
- CAN Canadá (5)
- CHI Chile (2)
- CHN China (1)
- EGY Egito (1)
- ECU Equador (1)
- ESP Espanha (5)
- USA Estados Unidos (5)
- EST Estônia (1)
- FRA França (5)
- GBR Grã-Bretanha (5)
- HKG Hong Kong (1)
- HUN Hungria (4)
- IRL Irlanda (2)
- ISR Israel (2)
- ITA Itália (5)
- JPN Japão (4)
- LUX Luxemburgo (1)
- MAR Marrocos (1)
- MEX México (4)
- NOR Noruega (4)
- NZL Nova Zelândia (4)
- NED Países Baixos (4)
- POR Portugal (3)
- CZE República Checa (2)
- ROC ROC (4)
- ROU Romênia (1)
- SUI Suíça (4)
- SYR Síria (1)

## Medalhistas
| Evento                        | Ouro                                                                            | Prata                                                                       | Bronze                                                                    |
| ----------------------------- | ------------------------------------------------------------------------------- | --------------------------------------------------------------------------- | ------------------------------------------------------------------------- |
| Individual masculino detalhes | Kristian Blummenfelt NOR Noruega                                                | Alex Yee GBR Grã-Bretanha                                                   | Hayden Wilde NZL Nova Zelândia                                            |
| Individual feminino detalhes  | Flora Duffy BER Bermudas                                                        | Georgia Taylor-Brown GBR Grã-Bretanha                                       | Katie Zaferes USA Estados Unidos                                          |
| Revezamento misto detalhes    | Jess Learmonth Jonathan Brownlee Georgia Taylor-Brown Alex Yee GBR Grã-Bretanha | Katie Zaferes Kevin McDowell Taylor Knibb Morgan Pearson USA Estados Unidos | Léonie Périault Dorian Coninx Cassandre Beaugrand Vincent Luis FRA França |

## Quadro de medalhas
| Ordem | País               | Medalha de ouro | Medalha de prata | Medalha de bronze |   | Ordem por total |
| ----- | ------------------ | --------------- | ---------------- | ----------------- | - | --------------- |
| 1     | GBR Grã-Bretanha   | 1               | 2                |                   | 3 | 1               |
| 2     | BER Bermudas       | 1               |                  |                   | 1 | 3               |
|       | NOR Noruega        | 1               |                  |                   | 1 | 3               |
| 4     | USA Estados Unidos |                 | 1                | 1                 | 2 | 2               |
| 5     | FRA França         |                 |                  | 1                 | 1 | 3               |
|       | NZL Nova Zelândia  |                 |                  | 1                 | 1 | 3               |
| TOTAL | TOTAL              | 3               | 3                | 3                 | 9 | —               |